# Gotlands kustartilleriregemente
Gotlands kustartilleriregemente (KA 3), var ett kustartilleriförband inom svenska marinen som verkade i olika former åren 1937–2000. Förbandsledningen var förlagd i Fårösunds garnison i Fårösund.

## Historia
Den militära närvaron i trakterna runt norra Gotland inleddes i samband med Krimkriget. Då blev Fårösund en strategiskt viktig plats. Engelsk och fransk flotta använde sundet som bas, etappstation och observationspunkt under kriget mot Ryssland. Sveriges neutralitet hade ifrågasatts och både Tyskland och Ryssland krävde att Fårösund skulle befästas om neutraliteten skulle respekteras. Kustartilleriet kom till i början av 1900-talet och försvaret köpte upp mark och byggnader. En stor militär verksamhet byggdes upp på norra Gotland och så sent som 1986 byggdes en ny kasern med 48 förläggningsplatser.
Genom försvarsbeslutet 1936 beslutade riksdagen att ett nytt kustartilleriförband skulle bildas och förläggas till Fårösund. 1930 års försvarskommission föreslog att förbandet skulle benämnas ”Fårösunds kustartillerikår”. När förbandet bildades den 1 juli 1937 blev det dock under namnet Gotlands kustartillerikår (KA 3).
Fyra kompanier under en major som utbildningsledare organiserades. Hela området var på 110 hektar och mellan 200 och 400 personer har varit verksamma på Gotlands kustartilleriregemente som var Gotlands största arbetsplats. Den 6 juni 1939 klockan 08:00 på morgonen hissades flaggan framför kanslihuset för första gången. I december samma år mobiliserades kustartilleriet och den inkallade styrkan uppgick till cirka 1000 man. I maj 1938 beslutade Riksdagen att 669.000 kronor skulle anvisas till byggande av tjänstebostäder vid Gotlands kustartillerikårs förläggning i Fårösund.
Genom försvarsbeslutet 1948 fastställdes 1949 en ny organisation för bland annat kustartilleriet. För Gotlands kustartillerikår innebar den nya organisationen att utbildningen på luftvärnskanon överfördes till de nybildade luftvärnet inom armén.
Den 1 april 1960 i ett kungligt brev bestämdes det att Gotlands kustartilleriförsvar och Gotlands kustartillerikår från den 1 juli 1961 skulle ha gemensam chef och gemensamma stabs- och förvaltningsorgan i fred.
Inför försvarsbeslutet 2000 föreslog regeringen att den framtida grundorganisationen skulle innehålla två kustartilleriförband. Där ett av de två kustartilleriförbanden skulle utgöra en huvudenhet, där regeringen ansåg att Vaxholms kustartilleriregemente och Första kustartilleribrigaden (KA 1) skulle utgöra huvudenheten. Det med anledning till att förbandet hade en mycket god närheten till Stockholms skärgård, med övnings- och skjutfält med dimensionerande terrängtyper. Inget av de andra regementena ansågs sakna terrängförhållanden och infrastruktur för att utgöra en huvudenhet. Vilket regemente som skulle kvarstå vid sidan om KA 1, stod mellan Karlskrona kustartilleriregemente och Andra kustartilleribrigaden (KA 2), Gotlands kustartilleriregemente (KA 3) och Älvsborgs kustartilleriregemente (KA 4). KA 3 föll dock snabbt bort i processen, då verksamheten ansågs begränsad och att enheten saknade tillräckliga och lämpliga övningsområden. Angående KA 4 så ansågs även det ha begränsade övningsförutsättningar. KA 2 ansågs ha de bästa förutsättningar för att verka som en andra enheten vid sidan av KA 1. Dock ansåg regeringen att det var av stor betydelse Göteborg som Sveriges andra stad även hade en militär närvaro. Vidare ansåg regeringen med att behålla KA 4 skulle ge flottan möjlighet till fortsatt verksamhet för sjöstridsförbanden i Göteborg. Därav förslog regeringen att KA 1 och KA 4 skulle behållas i den nya grundorganisationen.
Genom försvarsbeslutet 2000 beslutades samtidigt att kustartilleriet skulle avvecklas i dess dåvarande form. De kvarvarande förbanden skulle få en annan inriktning än hittills. Därav ansåg regeringen att förbanden skulle benämnas amfibieregemente, och att vapenslaget kustartilleriet ändras till amfibiekåren. Därav kom Vaxholms kustartilleriregemente och Första kustartilleribrigaden (KA 1) och Älvsborgs kustartilleriregemente (KA 4) att upplösas som kustartilleriförband den 30 juni 2000. Den 1 juli 2000 bildades i dess ställe amfibieförbandet Vaxholms amfibieregemente (Amf 1) och Älvsborgs amfibieregemente (Amf 4).
Gotlands kustartilleriregemente var tillsammans med Karlskrona kustartilleriregemente de två förband som avvecklades sist av alla förband som utgick genom försvarsbeslutet, då de övriga utgick den 30 juni 2000. Att de båda regementena avvecklades så pass sent, berodde på att de fullföljde grundutbildningen av den sista grundutbildningsomgången. Från den 1 november 2000 övergick verksamheten till en avvecklingsorganisation, fram till att avvecklingen skulle vara slutförd senast den 31 december 2001. Avvecklingsorganisationen upplöstes i sin tur den 30 juni 2001, då avvecklingen av förbandet ansågs slutförd. De förband som avvecklades genom försvarsbeslutet upplöstes den 30 juni 2000.

## Verksamhet
Utbildningsåret 1994/1995 utbildade Fårösunds Marinbrigad (FMB) sitt första amfibiekompani (med gröna baskrar). I februari fick de hedersuppdraget att vara honnörsstyrka vid sjösättningen av ubåten Gotland. Kompaniets huvudbeväpning var Robot 17 och minor tilldelades, men hade, trots namnet, inga sjötransportmedel. Utbildningsåret 1996/1997 utbildades det första skärgårdsskyttekompaniet som tilldelades Bandvagn 206 (på försök) och 12,7 mm kulsprutor. Den 30 september 2000 muckade den sista grundutbildningsomgången vid regementet.

## Ingående enheter

### Fredsorganisationen 1937
Organisationen 1937 bestod av följande:

- 1. kompaniet, utbildning för fast sjöfrontsartilleri
- 2. kompaniet, utbildning för fast luftvärnsartilleri
- 5. kompaniet, utbildning för rörligt sjöfrontsartilleri
- 8. kompaniet, utbildning för min-, signal- och båttjänst. Vid 8. komp placerades även ekonomi- och handräckningspersonal.

I slutet av 1940-talet ändrades benämningen av kompanierna till:
- 3. kompaniet, utbildning för tungt sjöfrontsartilleri.
- 14. kompaniet, utbildning för luftvärn- och lätt sjöfrontsartilleri, min-, signal- och båttjänst.

### Krigsorganisationen 1949
VII. militärområdets krigsorganisation 1949 för GK/KA 3:
| Kustartilleriförsvarsstab - Gotlands kustartilleriförsvarsstab + stridsvagnspluton m/37 (5 kulsprutestridsvagnar) Spärrbataljon TG - 3 x 15 cm kanon m/98-36 - 4 x 57 mm batteri Vialms (VA; vid Notviken i norra inloppet till Fårösundsbassängen) - luftvärnskanontropp (40 + 20 mm) Spärrbataljon BN - 3 x 15 cm kanon m/98-36 - 3 x 57 mm batteri Hällrevet (HR; södra inloppet till Fårösundsbassängen på Bungenäshalvön) - 3 x 57 mm batteri Österklint (ÖK; södra inloppet till Fårösundsbassängen på Bungenäshalvön) - 2 x 57 mm batteri Kalkbruket (KB; vid västra stranden av Bungenäs) - luftvärnskanontropp (40 + 20 mm) Spärrbataljon SE - 3 x (senare 5) 12 cm kanon m/94 - 4 x 57 mm batteri Asunden (AN; vid Asunden utanför Slite) - luftvärnskanontropp (40 + 20 mm) | Batteri Hultungs - Batteri Hultungs (HG; Hultungs gård, sydost om Bunge kyrka): - 3 x 21 cm kanon m/98 - luftvärnskanontropp (40 + 20 mm) Batteri Bläse - Batteri Bläse (BL; Bläse vid Kappelshamnsvikens norra strand) - 4 x 57 mm kanon m/89B 7. kustartilleribatteriet - 3 x 15,2 cm kanon m/37 - luftvärnskanontropp (40 + 20 mm), rörliga 1. luftvärnsbatteriet - 3 x 7,5 cm luftvärnskanon m/36, fasta - förbandsplats m m - depå |

## Förläggningar och övningsplatser
Gotlands kustartilleriregemente var förlagda i Fårösund, cirka 55 km norr om Visby. Inledningsvis byggdes ett magasin från 1904 om till en förläggningskasern. Åren 1939–1944 uppfördes huvuddelen av det kasernområde som kom att utgöra Fårösunds garnison. Under 1980-talet tillkom bland annat en skolbyggnad. Regeringen beslutade år 2000 att garnisonsområdet med flygfält (Bunge flygfält) ska vara byggnadsminne. Fyra nedlagda regementen i Sverige har fått detta lagskydd. KA 3 blev därmed ett nationellt kulturarv. Efter nedläggningen tog det statliga förvaltningsbolaget Vasallen över området, med uppgift att sälja eller hyra ut lokalerna till företagare. Bland annat finns där idag en filmstudio, Kustateljén, där det spelats in ett flertal välkända svenska filmer. Den 15 januari 2018 ingick Fortifikationsverket ett förvärvsavtal med Fastighets AB Bunge Kronhagen, med att köpa marinhamnen i Fårösund för 20 miljoner kronor. Den 30 april 2018 övergick marinhamnen i Fårösund till statlig egendom, och som omfattar de tre fastigheterna Gotland Bunge Kronhagen 3:69, Bunge Kronhagen 3:70 och Bunge Kronhagen 3:71.

## Heraldik och traditioner

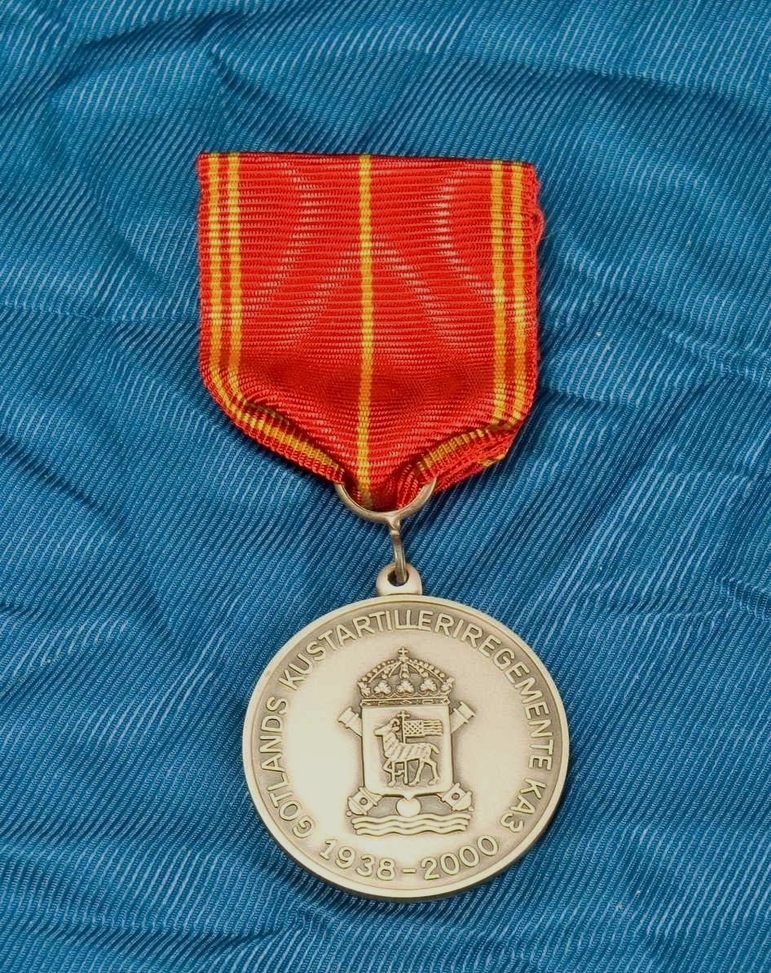
GotlkaregMSM

Den 1 juni 1945 mottogs den första fanan, genom en överlämning på Stockholms slott av kung Gustaf V. På regementets 60-årsdag den 6 juni 1998 överlämnade generalmajor B-A Johansson en ny fana. Gotlands kustartilleriregemente antog 1953 "Nordergutarna" (Dohlin) som förbandsmarschen, vilken fastställde den 13 juni 1996. År 2000 instiftades Gotlands kustartilleriregementes minnesmedalj i silver av 8:e storleken (GotlkaregMSM). Sedan 2000 för Amfibieregementet (Amf 1) traditionsarvet för Gotlands kustartilleriregemente i andra hand.

## Förbandschefer
Chefer (CGK) vid Fårösunds kustposition och Fårösunds kustartilleridetachement åren 1904–1914, Fårösunds fästning och Fårösunds kustartilleridetachement åren 1915–1919, Gotlands kustartilleriförsvar med Gotlands kustartillerikår åren 1938–1976, Gotlands kustartilleriförsvar med Gotlands kustartilleriregemente åren 1976–1993, Fårösunds marinbrigad med Gotlands kustartilleriregemente åren 1994–1997 och Gotlands kustartilleriregemente åren 1997–2000.
- 1904–1908: Kn Nils Vilhelm Bille
- 1908–1910: Kn Olof Wilhelm Brogren
- 1910–1912: Kn Theodor Hasselgren
- 1912–1914: Kn Nils Gustaf Henrik Wennerström
- 1914–1914: Mj John Gustaf Johansson-Carell
- 1915–1915: Kn Erik Ekström
- 1915–1919: Kn Erik Ekström
- 1938–1941: Öv Gösta Möller
- 1941–1947: Öv Emil Cederlöf
- 1947–1951: Öv Bo Lindeberg
- 1951–1954: Öv Sven Haglund
- 1954–1957: Öv Stig Stade
- 1957–1961: Öv Carl-Fredrik Gillberg
- 1961–1962: Öv Birger Ehnrot
- 1962–1964: Öv Gunnar Eklund
- 1964–1966: Öv Bo Varenius
- 1966–1971: Öv Erik Lyth
- 1971–1974: Öv Jean-Carlos Danckwardt
- 1974–1976: Öv Arne Lundell
- 1976–1980: Öv Arne Lundell
- 1980–1982: Öv Torsten Engberg
- 1982–1985: Öv Urban Sobéus
- 1985–1987: Öv Håkan Söderlindh
- 1987–1993: Öv Anders Hammarskjöld
- 1994–1997: Öv Krister Arweström
- 1997–2000: Öv Tommy Jonsson

## Namn, beteckning och förläggningsort
| Fårösunds kustposition och Fårösunds kustartilleridetachement      | 1904-??-?? | – | 1914-12-31 |
| Fårösunds fästning och Fårösunds kustartilleridetachement          | 1915-01-01 | – | 1919-??-?? |
| Kungl. Gotlands kustartillerikår                                   | 1937-07-01 | – | 1961-06-30 |
| Kungl. Gotlands kustartilleriförsvar med Gotlands kustartillerikår | 1961-07-01 | – | 1974-12-31 |
| Gotlands kustartilleriförsvar med Gotlands kustartillerikår        | 1975-01-01 | – | 1975-06-30 |
| Gotlands kustartilleriförsvar med Gotlands kustartilleriregemente  | 1975-07-01 | – | 1994-06-30 |
| Fårösunds marinbrigad med Gotlands kustartilleriregemente          | 1994-07-01 | – | 1997-12-31 |
| Gotlands kustartilleriregemente                                    | 1998-01-01 | – | 2000-10-31 |
| Avvecklingsorganisation                                            | 2000-11-01 | – | 2001-06-30 |

| KA 3    | 1937-07-01 | – | 1961-06-30 |
| GK/KA 3 | 1961-07-01 | – | 1994-06-30 |
| FMB     | 1994-07-01 | – | 1997-12-31 |
| KA 3    | 1998-01-01 | – | 2000-10-31 |

| Fårösunds garnison (F) | 1937-07-01 | – | 2001-06-30 |
| Trelge skjutfält (Ö)   | 1937-07-01 | – | 2000-06-30 |

## Galleri

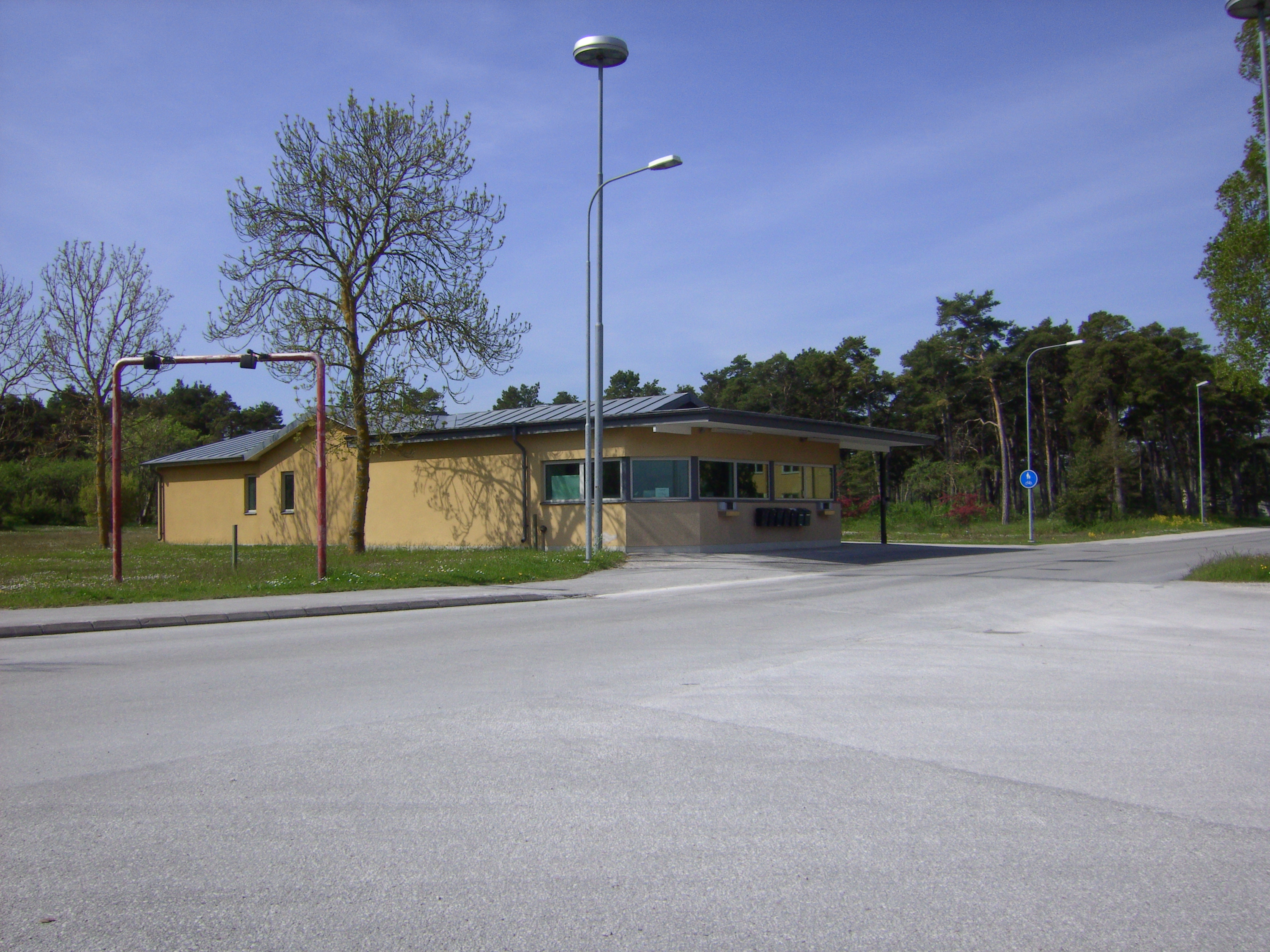
Före detta kasernvakten vid KA 3.
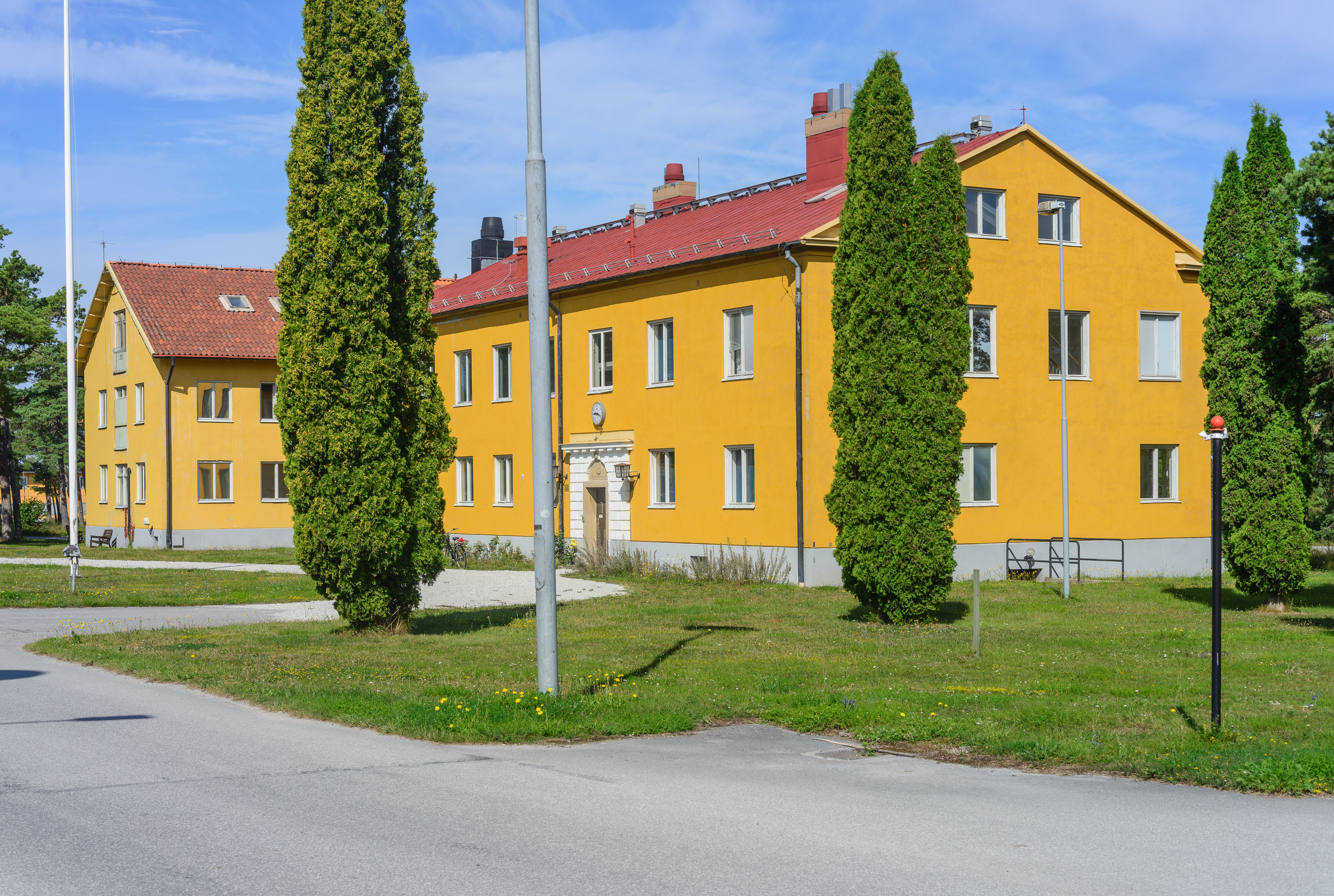
Kanslihuset vid KA 3.
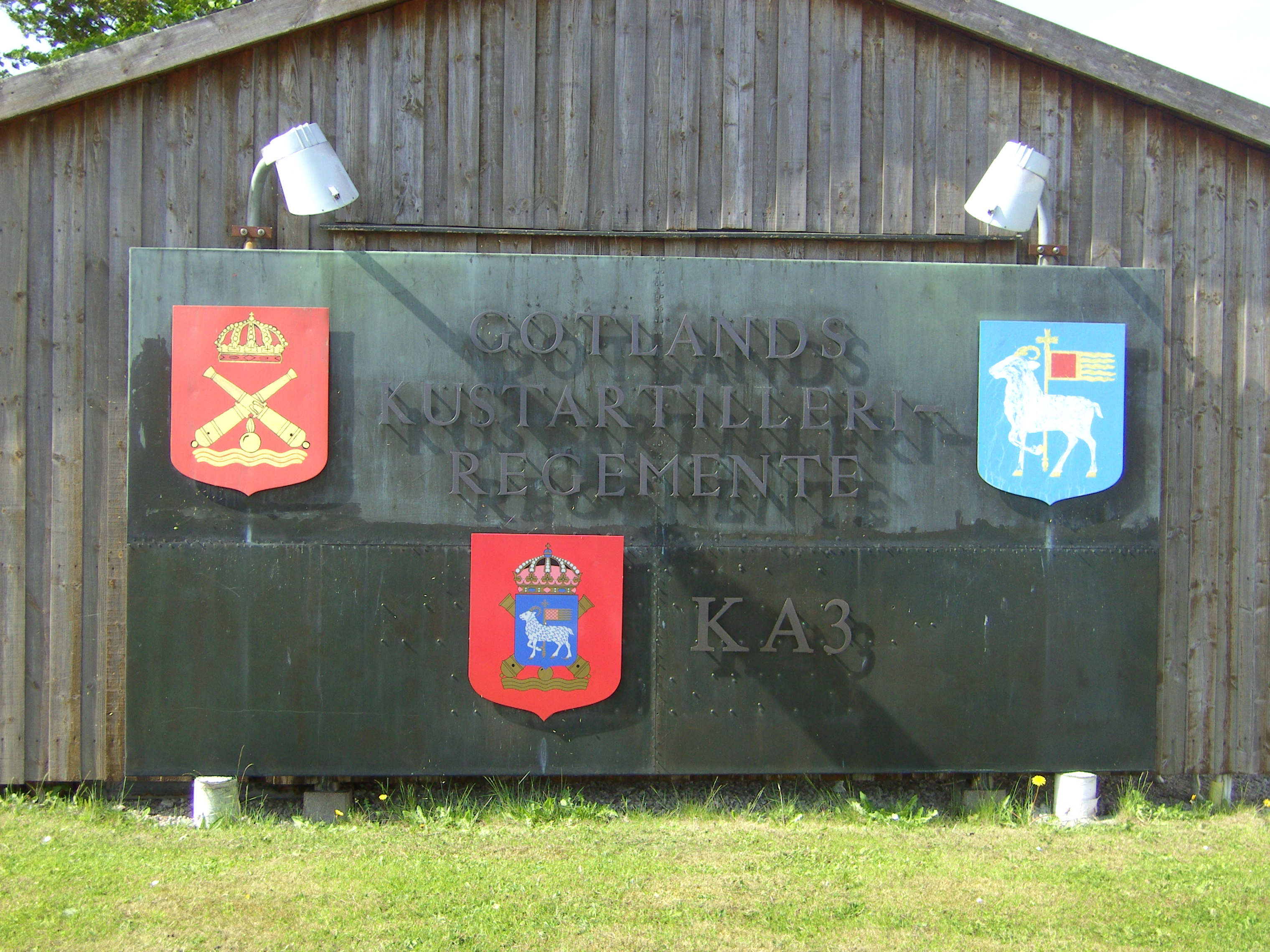
Förbandstecken vid Förbandsmuseet vid hamnen på KA 3.
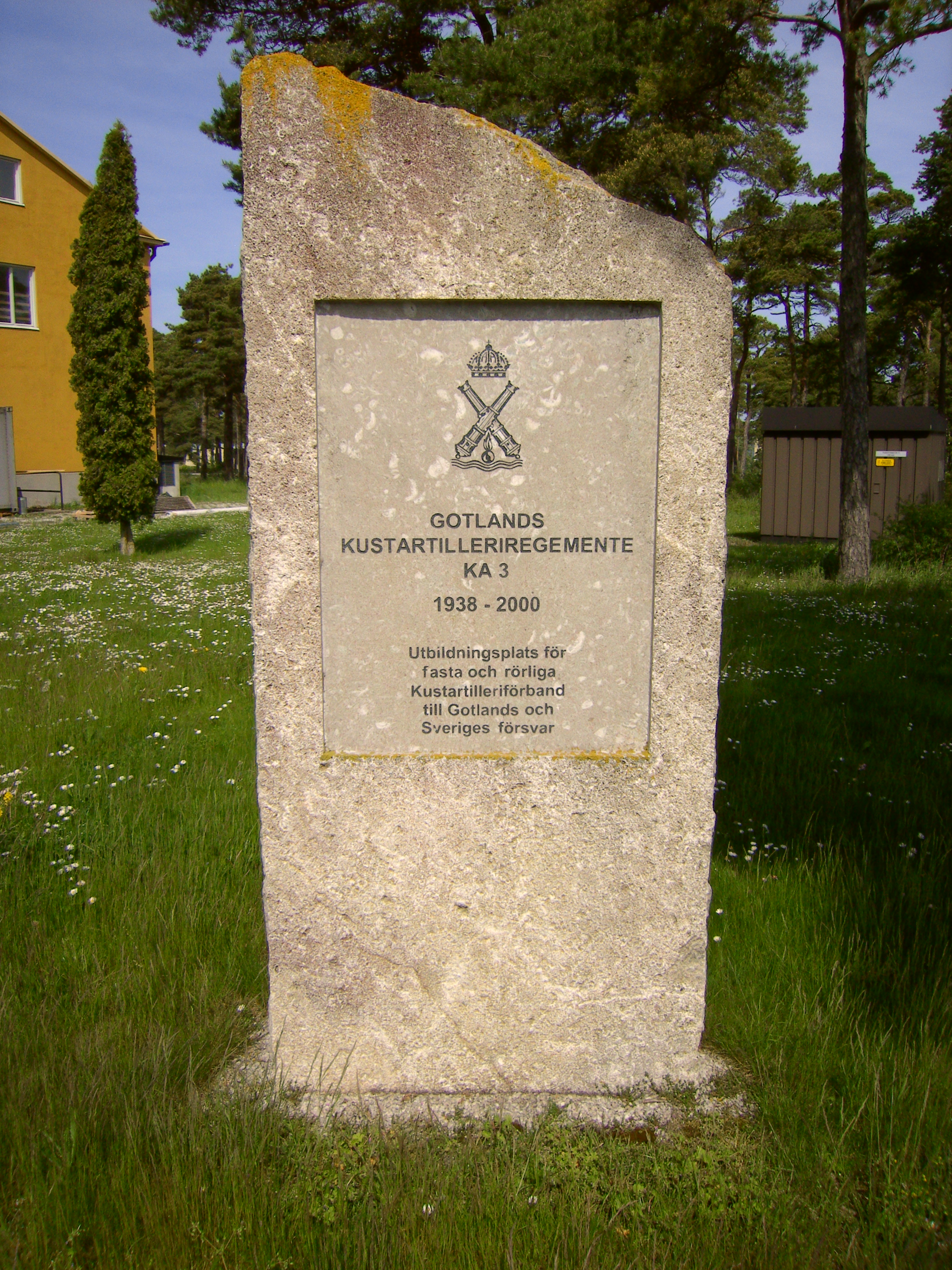
Minnessten vid KA 3.
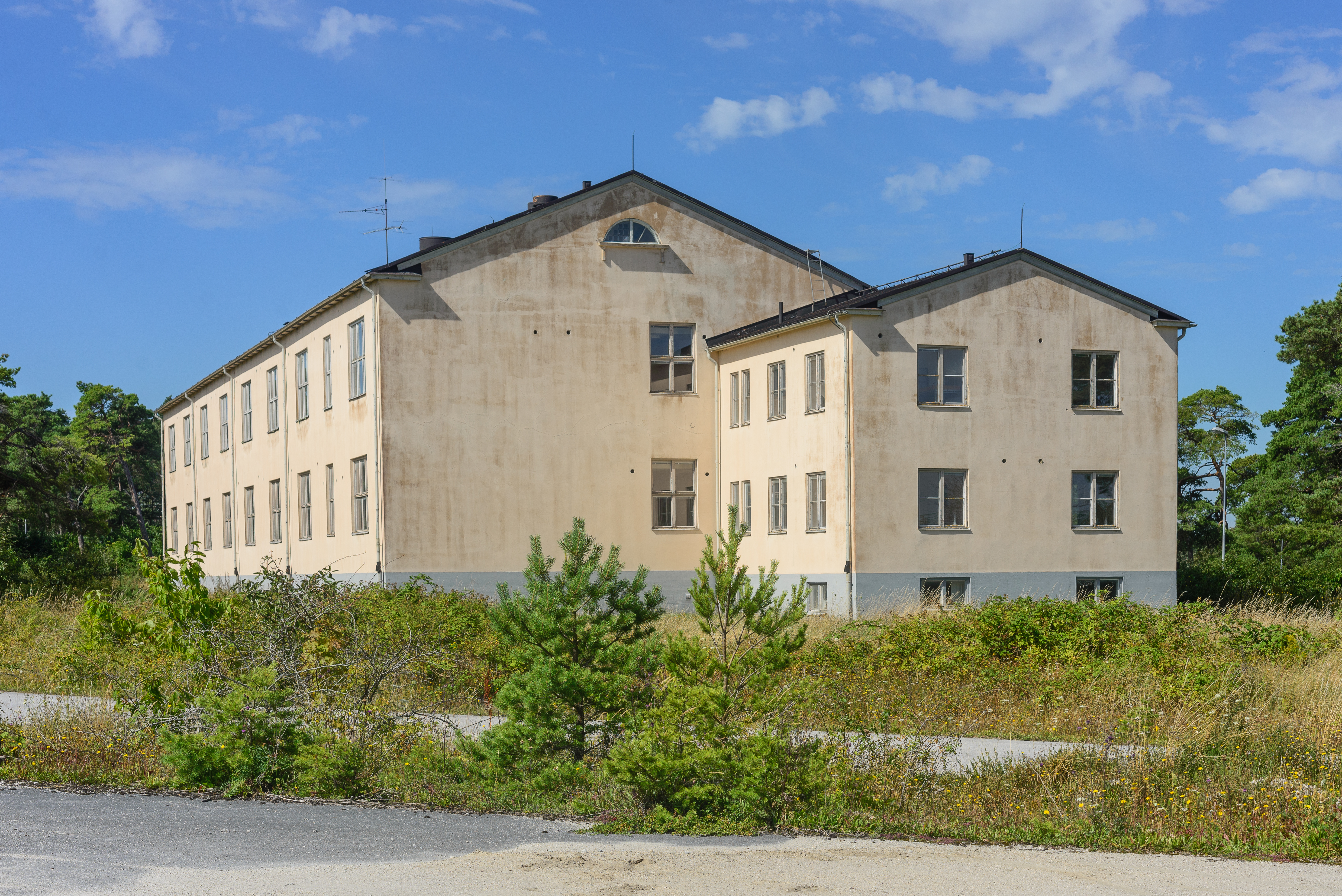
Kasern "Kanonen" vid KA 3.
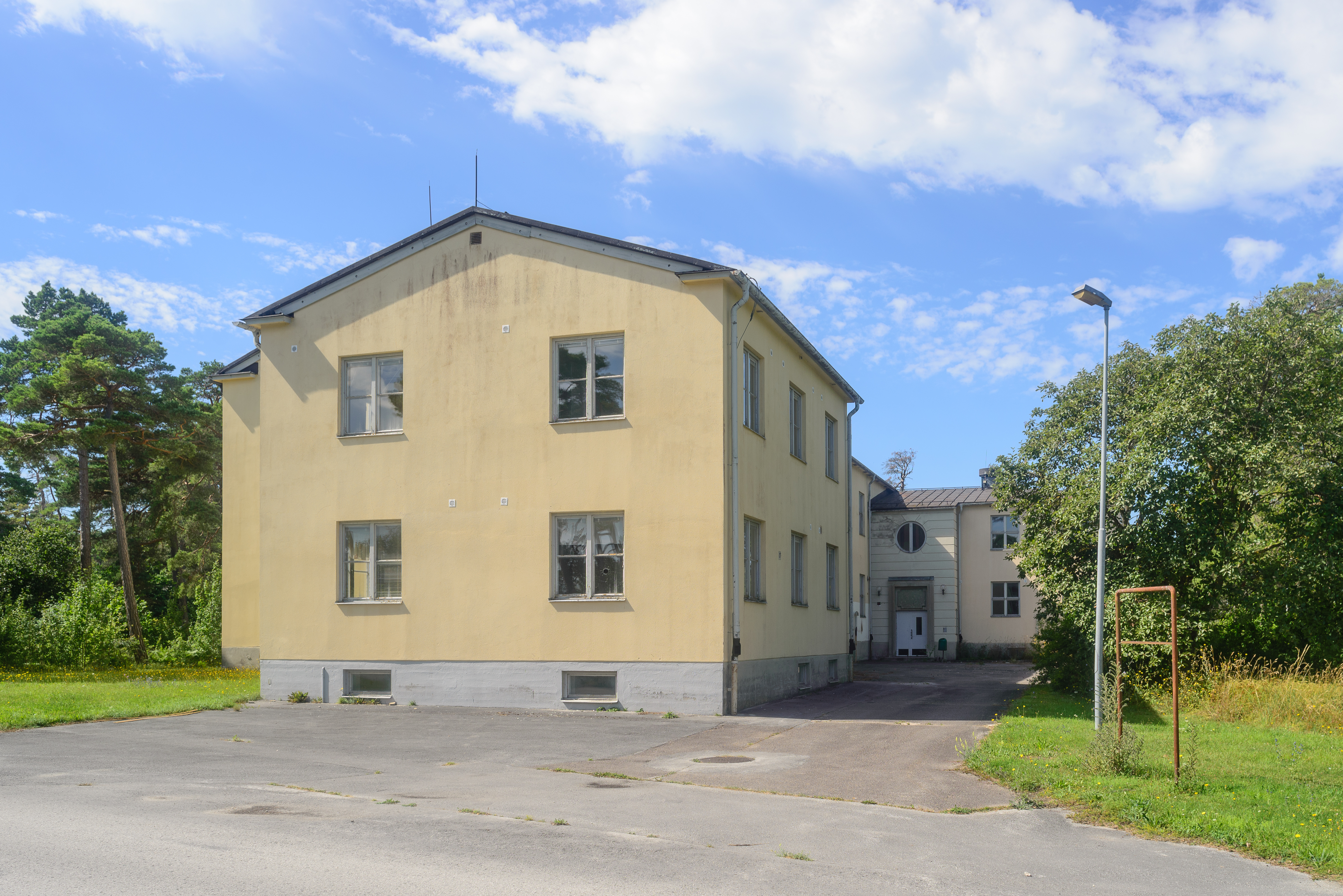
Kasern "Ankaret" vid KA 3.
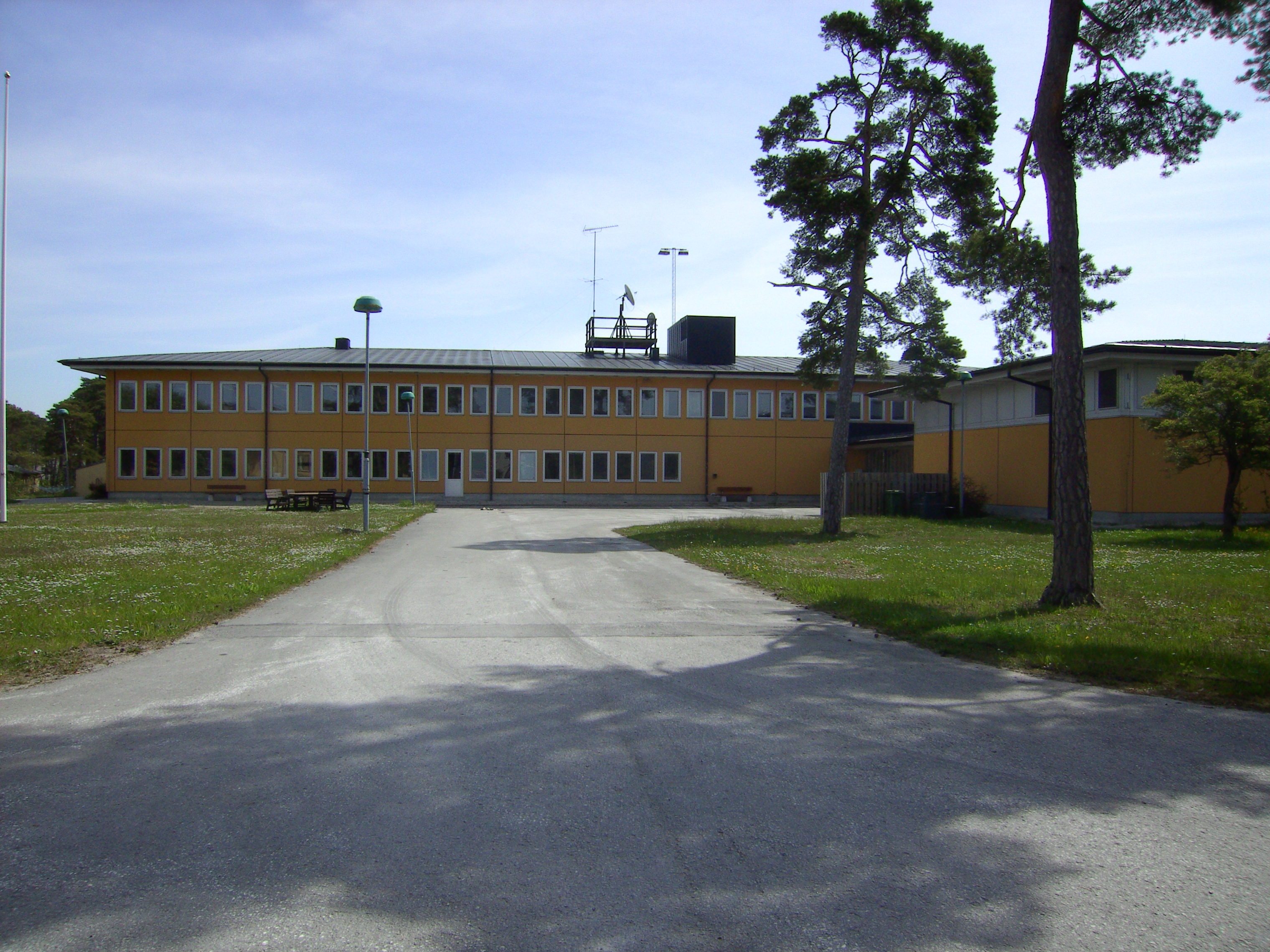
Före detta skolbyggnad vid KA 3.
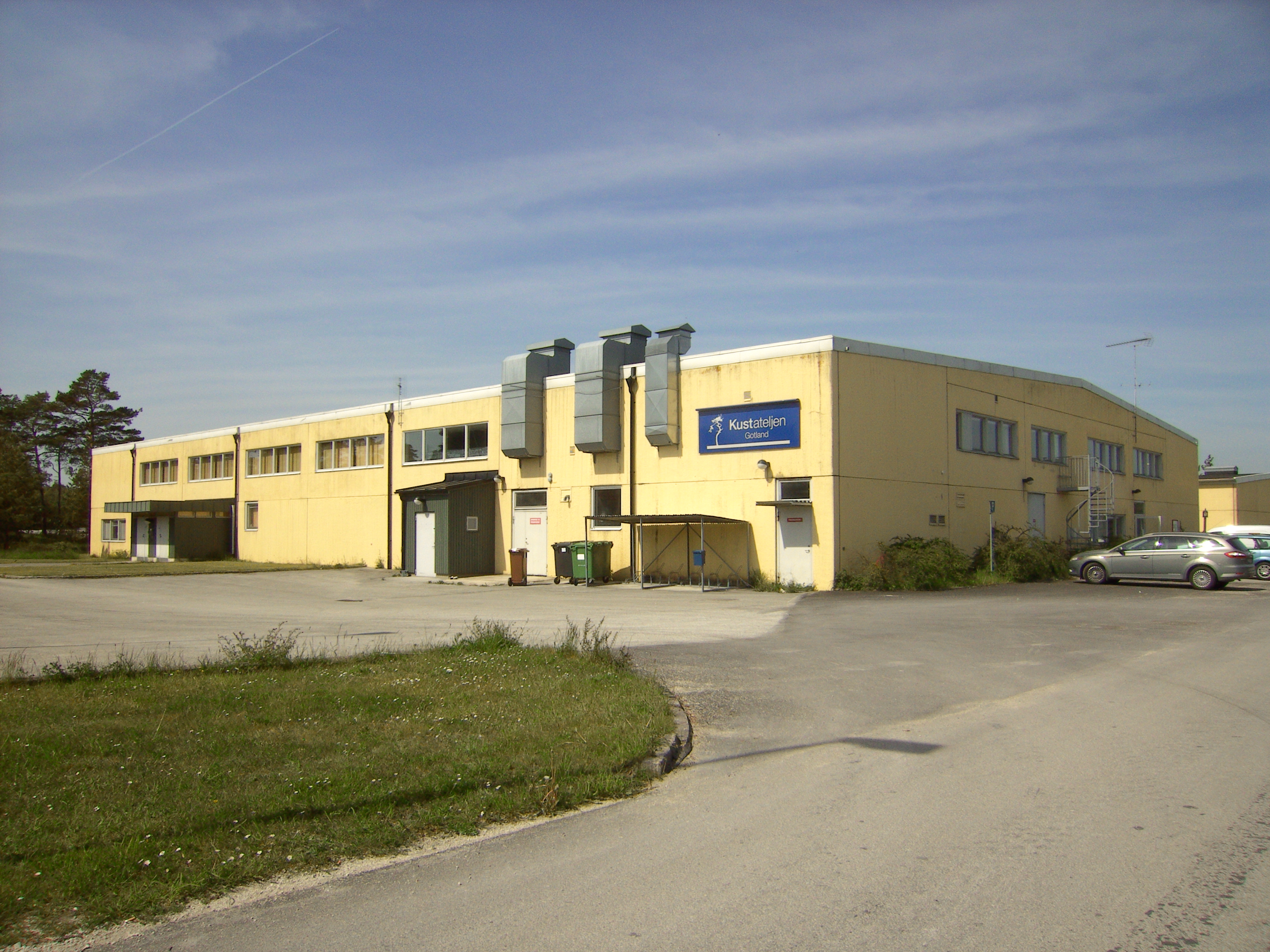
Före detta truppserviceförrådet vid KA 3.
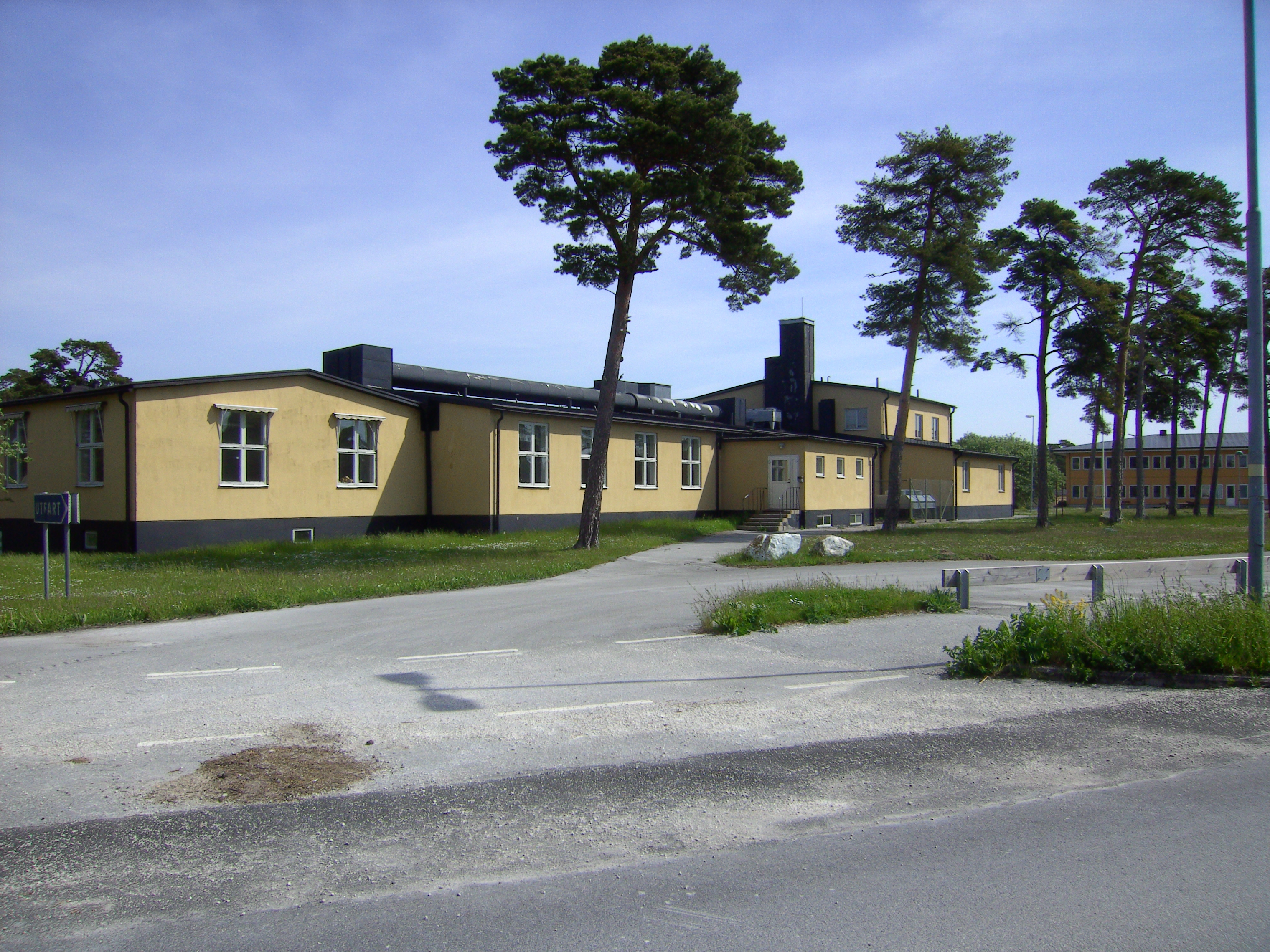
Militärrestaurangen vid KA 3.
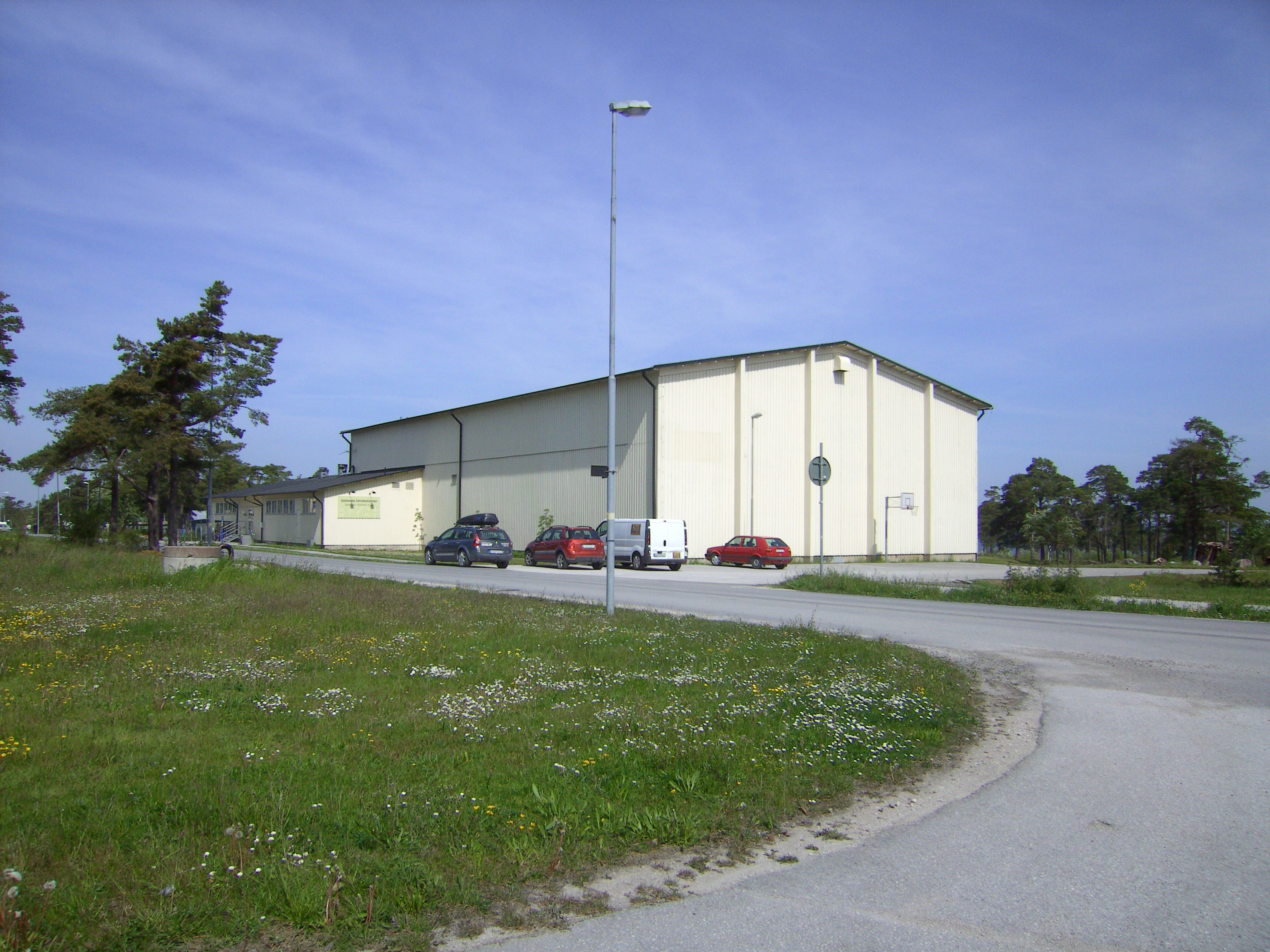
Sport- och simhall vid KA 3.